# Movement for National Unity
Das Movement for National Unity (dt.: „Bewegung für nationale Einheit“) war eine politische Partei in St. Vincent und den Grenadinen. Sie wurde kurz vor den Wahlen 1984 durch eine Abspaltung des United People’s Movement gebildet, nachdem sich die meisten Parteimitglieder weigerten Fidel Castros Politik zu verurteilen. Weiteren Zulauf bekam das Movement for National Unity durch ehemalige Mitglieder der aufgelösten Youlou United Liberation Movement aus den 1970ern. Die neue Partei erhielt nur 2,0 % der Stimmen und konnte keinen Sitz im House of Assembly erringen. In den Wahlen 1989 konnte die Partei ihren Stimmenanteil auf 2,4 % steigern. 1994 errang sie endlich 17,4 % der Stimmen und gewann ein Mandat. Im selben Jahr schloss sie sich mit der Saint Vincent Labour Party zur Unity Labour Party zusammen.

## Wahlergebnisse
| Wahlen | Parteiführer    | Stimmen | %       | Sitze | +/– | Position | Status               |
| ------ | --------------- | ------- | ------- | ----- | --- | -------- | -------------------- |
| 1984   | Ralph Gonsalves | 855     | 2,03 %  | 0/13  |     | ▲ 4.     | Außerparlamentarisch |
| 1989   | Ralph Gonsalves | 1.030   | 2,35 %  | 0/15  |     | ▲ 3.     | Außerparlamentarisch |
| 1994   | Ralph Gonsalves | 8.178   | 17,42 % | 1/15  | ▲ 1 | 3.       | Opposition           |